# Starrkärrs landskommun
Starrkärrs landskommun var en tidigare kommun i dåvarande Älvsborgs län.

## Administrativ historik
I samband med att 1862 års kommunalförordningar trädde i kraft inrättades denna landskommun i Starrkärrs socken i Ale härad i Västergötland.
När 1952 års kommunreform genomfördes bildades den storkommun genom sammanläggning med den tidigare kommunen Kilanda landskommun.
1974 uppgick kommunen i Ale kommun.
Kommunkoden 1952-1966 var 1520.

### Kyrklig tillhörighet
I kyrkligt hänseende tillhörde kommunen Starrkärrs församling. Den 1 januari 1952 tillkom Kilanda församling. Dessa gick ihop 2008 att bilda Starrkärr-Kilanda församling.

## Geografi
Starrkärrs landskommun omfattade den 1 januari 1952 en areal av 121,19 km², varav 115,48 km² land.

### Tätorter i kommunen 1960
| Tätort   | Folkmängd |
| -------- | --------- |
| Älvängen | 1 752     |
| Nol      | 1 656     |
| Alafors  | 1 231     |

Tätortsgraden i kommunen var den 1 november 1960 82,2 procent.

## Politik

### Mandatfördelning i valen 1938-1970
| 3 | 11 | 7 | 2 | 2 |

| 24 |

| 3 | 11 | 6 | 3 | 2 |

| 24 |

| 4 | 9 | 7 | 3 | 2 |

| 22 |

| 2 | 16 | 8 | 8 |  |

| 30 | 5 |

| 2 | 17 | 3 | 6 | 5 | 2 |

| 32 |

| 2 | 17 | 2 | 7 | 4 | 3 |

| 31 |

|  | 18 | 2 | 7 | 5 | 2 |

| 31 |

| 3 | 14 | 7 | 7 |  | 3 |

| 31 |

| 2 | 15 | 8 | 7 |  | 2 |

| 29 | 6 |